# Seven de Escocia 2015
El Seven de Escocia de 2015 fue la novena edición del torneo escocés de rugby 7, fue el octavo torneo de la temporada 2014-15 de la Serie Mundial Masculina de Rugby 7.
Se disputó en la instalaciones del Scotstoun Stadium de Glasgow.

## Fase de grupos

### Grupo A
| Equipo     | Encuentros | Encuentros | Encuentros | Encuentros | Tantos  | Tantos    | Tantos     | Puntos |
| Equipo     | jugados    | ganados    | empatados  | perdidos   | a favor | en contra | diferencia | Puntos |
| ---------- | ---------- | ---------- | ---------- | ---------- | ------- | --------- | ---------- | ------ |
| Australia  | 3          | 2          | 1          | 0          | 86      | 29        | +57        | 8      |
| Inglaterra | 3          | 2          | 1          | 0          | 86      | 31        | +55        | 8      |
| Francia    | 3          | 1          | 0          | 2          | 35      | 83        | –48        | 5      |
| Rusia      | 3          | 0          | 0          | 3          | 31      | 95        | –64        | 3      |

Nota: Se otorgan 3 puntos al equipo que gane un partido, 2 al que empate y 1 al que pierda

### Grupo B
| Equipo        | Encuentros | Encuentros | Encuentros | Encuentros | Tantos  | Tantos    | Tantos     | Puntos |
| Equipo        | jugados    | ganados    | empatados  | perdidos   | a favor | en contra | diferencia | Puntos |
| ------------- | ---------- | ---------- | ---------- | ---------- | ------- | --------- | ---------- | ------ |
| Nueva Zelanda | 3          | 3          | 0          | 0          | 72      | 45        | +27        | 9      |
| Sudáfrica     | 3          | 2          | 0          | 1          | 60      | 41        | +19        | 7      |
| Kenia         | 3          | 1          | 0          | 2          | 41      | 66        | −25        | 5      |
| Samoa         | 3          | 0          | 0          | 3          | 53      | 74        | −21        | 3      |

### Grupo C
| Equipo   | Encuentros | Encuentros | Encuentros | Encuentros | Tantos  | Tantos    | Tantos     | Puntos |
| Equipo   | jugados    | ganados    | empatados  | perdidos   | a favor | en contra | diferencia | Puntos |
| -------- | ---------- | ---------- | ---------- | ---------- | ------- | --------- | ---------- | ------ |
| Fiyi     | 3          | 3          | 0          | 0          | 125     | 34        | +91        | 9      |
| Escocia  | 3          | 2          | 0          | 1          | 36      | 66        | −30        | 7      |
| Gales    | 3          | 1          | 0          | 2          | 66      | 59        | +7         | 5      |
| Portugal | 3          | 0          | 0          | 3          | 33      | 101       | −68        | 3      |

### Grupo D
| Equipo         | Encuentros | Encuentros | Encuentros | Encuentros | Tantos  | Tantos    | Tantos     | Puntos |
| Equipo         | jugados    | ganados    | empatados  | perdidos   | a favor | en contra | diferencia | Puntos |
| -------------- | ---------- | ---------- | ---------- | ---------- | ------- | --------- | ---------- | ------ |
| Canadá         | 3          | 2          | 0          | 1          | 90      | 21        | +69        | 7      |
| Estados Unidos | 3          | 2          | 0          | 1          | 59      | 61        | −2         | 7      |
| Argentina      | 3          | 1          | 1          | 1          | 47      | 45        | +2         | 6      |
| Japón          | 3          | 0          | 1          | 2          | 19      | 88        | –69        | 4      |

## Fase Final

### Cuartos de final
| 10 de mayo | Australia | 7 - 14 | Estados Unidos |  |  |

| 10 de mayo | Fiyi | 15 - 0 | Sudáfrica |  |  |

| 10 de mayo | Canadá | 7 - 14 | Inglaterra |  |  |

| 10 de mayo | Nueva Zelanda | 17 - 7 | Escocia |  |  |

### Semifinal
| 10 de mayo | Estados Unidos | 7 - 19 | Fiyi |  |  |

| 10 de mayo | Inglaterra | 0 - 5 | Nueva Zelanda |  |  |

### Final
| 10 de mayo | Fiyi | 24 - 17 | Nueva Zelanda |  |  |

| Bandera de Fiyi        |
| Campeón Fiyi           |
| 4º título del circuito |